# Johannes Aavik
Johannes Aavik (Randvere, 8 dicembre 1880 – Stoccolma, 18 marzo 1973) è stato un filologo e linguista estone.

## Biografia
Nato a Randvere, un villaggio nell'isola di Saaremaa si diplomò al liceo ginnasio di Kuressaare nel 1902 e poi seguì gli studi di filologia all'Università di Tartu (dal 1902-1903). In seguito studiò all'Istituto di storia e filologia di Nižyn, nell'attuale Ucraina (dal 1903 al 1905) e all'Università di Helsinki (dal 1906 al 1910).
Lavorò quindi come insegnante di lingua francese e di lingua estone al ginnasio e all'Università di Tartu, per diventare poi consigliere e capo ispettore al ministero dell'Educazione. La parte maggiore della sua vita fu spesa nel tentativo di riformare e rinnovare la lingua estone.

## Le riforme
Durante il periodo di più intenso lavoro, dal 1912 al 1926, Aavik cercò di modificare la struttura della lingua estone e di arricchirne il vocabolario. A questo scopo introdusse molte parole artificiali e neologismi basati sulla lingua estone, aggiunse molte parole provenienti dal dizionario finlandese, senza tralasciare di attingere dai dialetti estoni.

## Opere
- Eesti kirjakeele täiendamise abinõudest (1905)
- Ruth (Erzählung unter dem Pseudonym J. Randvere, 1909)
- Keele kaunima kõlavuse poole In: Eesti Kirjandus 1912, S. 451-484
- Eesti rahvusliku suurteose keel (1914)
- Eesti kirjakeelse stiili arenemise järgud In: Noor-Eesti V, Tartu 1915, S. 216-229
- Eesti luule viletsused (1915)
- Keel ja kirjandus In: Sõna, Tartu 1918, S. 72-78.
- Uute sõnade sõnastik (Neologistisches Wörterbuch, 1919)
- Uute ja vähem tuntud sõnade sõnastik (Wörterbuch, 1921)
- Puudused uuemas eesti luules (Poetologie, 1922)
- Keeleuuenduse äärmised võimalused (1924)
- Kuidas suhtuda "Kalevipojale" (1933)
- Eesti õigekeelsuse õpik ja grammatika (Orthographie und Grammatik, 1936)